# Звіад Ізорія
Звіад Ізорія (груз. ზვიად იზორია; нар. 6 січня 1984, Хоні) – грузинський шахіст, представник США від 2013 року, гросмейстер від 2002 року.

## Шахова кар'єра
Багаторазовий призер чемпіонатів Європи та світу серед юніорів. На чемпіонат Європи, перемагав у роках: 2000 (в категорії до 16 років), 2001 (двічі, до 18 років і 20-ти) та 2002 (до 20 років). 2001 року виграв срібну медаль на чемпіонаті світу серед юніорів до 18 років. Рік по тому виступив у складі національної збірної на шаховій олімпіаді в Бледі. У 2003 році поділив 1-ше місце в Ізмірі (разом з Леваном Панцулаєю) і в Хогевені. Рік по тому переміг на турнірі за швейцарською системою у Філадельфії, поділив 2-ге місце в Єревані і вдруге виступив на олімпіаді. 2005 року досягнув найбільшого успіху в кар'єрі, одноосібно перемігши на сильному турнірі за запрошенням HB Global Chess Challenge в Міннеаполісі (випередивши, зокрема, Іллю Сміріна, Гату Камського, Олександра Бєлявського і Яана Ельвеста). 2006 року посів посів 5-те місце на чемпіонаті Європи в Кушадасах, тоді як у 2007 році поділив 1-ше місце (разом із, зокрема Гатою Камським) на турнірі за швейцарською системою Foxwoods Casino.
Найвищий рейтинг Ело в кар'єрі мав станом на 1 липня 2006 року, досягнувши 2660 очок займав тоді 50-те місце в світовому рейтинг-листі ФІДЕ.

## Зміни рейтингу
| На цьому місці має відображатися графік чи діаграма, однак з технічних причин його відображення наразі вимкнено. Будь ласка, не видаляйте код, який викликає це повідомлення. Розробники вже працюють для того, щоби відновити штатне функціонування цього графіка або діаграми. | |
| | На цьому місці має відображатися графік чи діаграма, однак з технічних причин його відображення наразі вимкнено. Будь ласка, не видаляйте код, який викликає це повідомлення. Розробники вже працюють для того, щоби відновити штатне функціонування цього графіка або діаграми. |